# 吉卡乡
吉卡乡，是中华人民共和国青海省果洛藏族自治州班玛县下辖的一个乡镇级行政单位。

## 行政区划
吉卡乡下辖以下地区：
当吾牧委会、贡掌牧委会和玛尼牧委会。